# Hefe van Haag
Die Hefe van Haag GmbH & Co. KG mit Sitz im niederrheinischen Kempen ist ein Großhandelsunternehmen für Bäckereibedarf und Lebensmittel.

## Historie
Schon um 1710 war Johann van Haag aus Uedem, der Urahn der heutigen Gesellschafter des Unternehmens, als Bäckermeister und Hefehändler aktiv und legte so den Grundstein für das heutige Unternehmen. Heute ist Hefe van Haag als Großhändler für Bäckerbedarf und Lebensmittel an drei Standorten (Kempen, Neuwied und Köln) aktiv. Mit rund 250 Mitarbeitern erwirtschaftete das Unternehmen 2019 einen Umsatz von circa 151 Mio. EUR.

## Gesellschaftsstruktur
Persönlich haftende Gesellschafterin der GmbH & Co. KG ist die Hefe-Vertriebs- und Verwaltungs Gesellschaft mit beschränkter Haftung mit den Geschäftsführern Hans-Gerd van Haag, Klaus van Haag, Michael van Haag, Janika Woltering-van Haag und Maximilian van Haag.
Neben dem Hauptsitz in Kempen bestehen Niederlassungen in Köln und Neuwied.